# Karl Pirlet
Karl Pirlet (* 3. Dezember 1920 in Aachen; † 28. Februar 2010 in Garmisch-Partenkirchen) war ein deutscher Facharzt und Hochschullehrer.

## Leben
Pirlet wuchs als Ältester von neun Kindern in Aachen auf. Seine Eltern waren der Bauingenieur Josef Pirlet und Else Pirlet, geb. Giani.
Ab 1947 studierte er Humanmedizin an der Universität Köln und wurde Internist und Neurologe. 1955 wurde er wissenschaftlicher Mitarbeiter an der Universität Kiel und führte dort physiologisch-experimentelle Arbeiten durch. 1962 bis 1986 war er Ordinarius der Universität Frankfurt mit den Arbeitsgebieten Innere Medizin, Rheumatologie, Physikalische und Diätetische Therapie, Klimatologie, Balneologie, Konstitutionsphysiologie und Molekularbiologie.
Nach seiner Emeritierung lebte er in Garmisch-Partenkirchen.
In seinen Publikationen beschäftigte er sich insbesondere mit Fragen des Stoffwechsels und der gesunden Ernährung.

## Schriften
- Die Wirkprinzipien der Physikalisch-Diätischen Therapie, in: Medizinische Welt 1968, s. 2782–2788
- Die Wirkprinzipien der Physikalischen Medizin aus pathophysiologischer und therapeutischer Sicht (Analyse und Synopsis), in Archiv für Physikalische Therapie 1969, S. 267–271
- Was sind Stoffwechselschlacken?, Erfahrungsheilkunde Heft 1989/4, Stuttgart 1989
- Die Heilkraft der Natur, Erfahrungsheilkunde,  1996/49, S. 848–859, Stuttgart 1996
- Naturheilkunde ist Naturwissenschaft, Gesundheit und Heilung durch das Prinzip Auslese im Turnover der Proteine, Karger Verlag, Basel 2004, ISBN 3-8055-7620-X
- Naturheilkundliche Diätetik aus pathophysiologischer Sicht – Klinische Erfahrungen widersprechen der Ideologie der Vollwerternährung in: Komplementäre und integrative Medizin, Jg. 48 Heft 12 Urban & Fischer Verlag, München/Jena 2007

## Auszeichnungen
- Leo-Grünhut-Medaille für das Jahr 2000

| Personendaten    | Personendaten                          |
| ---------------- | -------------------------------------- |
| NAME             | Pirlet, Karl                           |
| KURZBESCHREIBUNG | deutscher Facharzt und Hochschullehrer |
| GEBURTSDATUM     | 3. Dezember 1920                       |
| GEBURTSORT       | Aachen                                 |
| STERBEDATUM      | 28. Februar 2010                       |
| STERBEORT        | Garmisch-Partenkirchen                 |